# Famille de Gestas
Pour les articles homonymes, voir Gestas.
La famille de Gestas est une famille subsistante de la noblesse française, d'ancienne extraction sur preuves du XVe siècle, originaire de Gascogne. La branche de Gestas de Lespéroux, seule subsistante, est passée en Lorraine au XVIIe siècle, puis en Champagne au XVIIIe siècle, et s'est établie en Bretagne au milieu du XIXe siècle. Les branches aînées, se sont éteintes en Comminges et en Bigorre au début du XXe siècle.

## Histoire
La famille de Gestas trouve son berceau dans la paroisse de Gestas, en Soule, entre Béarn et Basse-Navarre, dans les Pyrénées-Atlantiques actuelles.
Arnaud Raymond de Gestas, chevalier, seigneur de Gestas, est appelé, dans le Cartulaire de l'abbaye Saint-Jean de Sordes, entre 1070 et 1080 par Aner, abbé de Saint Jean de Sordes, avec Garcie Loup, seigneur de Leren, Odon, évêque d'Oloron, et Gaston, vicomte de Béarn, pour terminer le différend entre le dit abbé Aner et les héritiers du seigneur de Rivehaute, seigneurie limitrophe de Gestas.
Ses successeurs apparaissent dans le même cartulaire, en 1160 (autre Arnaud Raymond) et en 1220 et 1250 (Guillaume Pierre).
Ultérieurement Arnaud Raymond de Gestas, présumé fils du précédent selon l'usage du double prénom, est à son tour garant de nouveaux accords entre l'abbé de Sorde et le seigneur de Rivehaute (Actes 88 et 108 - 2e partie du XIIe siècle),.
Bernard de Gestas, chevalier, seigneur de Gestas, Tabaille et Campagne, est cité en 1333, 1336, 1337 et 1340 dans les batailles contre les Anglais, sous le comte de Foix et Comminges.

## Filiation prouvée et suivie
À partir d'Arnaud Raymond de Gestas (vers 1350 - vers 1415), présumé fils de Bernard, la filiation est prouvée et suivie sur actes jusqu'au XXIe siècle. Toutefois, Régis Valette ne concède une filiation suivie qu'à partir de 1458 et ajoute que cette famille a été admise aux honneurs de la Cour.

## Personnalités
- Charles (I) de Gestas de Lespéroux (1688-1710), aide de camp en 1710 de Louis-Joseph de Bourbon, duc de Vendôme[réf. nécessaire].
- Charles (II) de Gestas de Lespéroux (1709-1770), capitaine-lieutenant de la compagnie des gendarmes de Flandres, cornette de la compagnie des mousquetaires gris, brigadier des armées du roi, fils du précédent[réf. nécessaire].
- Charles (III) de Gestas de Lespéroux (1752-1793), brigadier des armées du roi, général de brigade en 1791, fils du précédent. Guillotiné à Bordeaux le 28 décembre 1793.

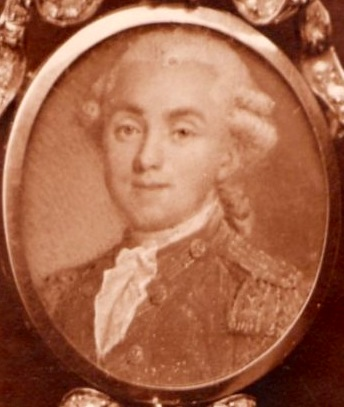
Charles (III) de Gestas de Lespéroux (1752-1793)

## Armes
- D'azur, semé de fleurs de lys d'or, à la tour ouverte, ajourée et crénelée d'argent, maçonnée de sable.[6]

Les armoiries présentées sont celles de la seule branche subsistante, celle des Gestas de Lespéroux, avec un semis de fleur de lys concédé par le roi Philippe V d'Espagne à Charles (I) de Gestas, aide de camp du duc de Vendôme lequel commandait l'armée d'Espagne de Louis XIV de 1710 à 1712 pendant la guerre de Succession d'Espagne. Charles de Gestas fut tué lors de la bataille de Villaviciosa, le 10 décembre 1710.[réf. nécessaire]

## Alliances
Les principales alliances de la famille de Gestas sont : de Comminges, de Vize Saint-Élix, de La Tour, de Mauléon, de Noé, de Foix, de Montpezat, de Castillon, de La Roque d'Ourdan, d'Espagne de Ramefort, de Benque, de Casteras, de Pins, de Villeneuve, de Choisy, de Wignacourt, de Roquefeuil, du Plessis-Parscault, de Jouffroy d'Abbans, de Lostanges, de Clermont-Tonnerre, de La Monneraye, de Reinach Hirtzbach, Becq de Fouquières, de La Forest Divonne, de Lambilly, d'Andigné, de Pradier d'Agrain.